# العنصربني عشوش (بني عشوش)
العنصربني عشوش هو دُوَّار يقع بجماعة مغراوة، إقليم تازة، جهة فاس مكناس في المملكة المغربية. ينتمي الدوّار لمشيخة بني عشوش التي تضم 17 دوار. يقدر عدد سكانه بـ 176 نسمة حسب الإحصاء الرسمي للسكان والسكنى لسنة 2004.

## روابط خارجية
- البوابة الوطنية للجماعات الترابية
- المندوبية السامية للتخطيط